# Smolka, Baranivka
Smolka (în ucraineană Смолка) este un sat în comuna Smoldîriv din raionul Baranivka, regiunea Jîtomîr, Ucraina.

## Demografie
Componența lingvistică a localității Smolka
     Ucraineană (97,51%)
     Alte limbi (1%)
Conform recensământului din 2001, majoritatea populației localității Smolka era vorbitoare de ucraineană (97,51%), existând în minoritate și vorbitori de polonă (1,49%).